# Origin of Symmetry
Origin of Symmetry je druhé studiové album britské alternativní rockové kapely Muse. Poprvé si jej mohli poslechnout fanoušci z Velké Británie a z Austrálie, kde deska byla vydána společností Mushroom Records v červnu 2001. Obyvatelé USA si museli počkat několik let, protože Origin of Symmetry zde vyšlo až v září 2005. Jako singly byly vybrány skladby „Plug In Baby“, „New Born“, „Bliss“, „Hyper Music“ a Feeling Good, přičemž poslední dva jmenované songy vyšly jako jeden singl.
Pojmenování „Origin of Symmetry“ (Původ symetrie) pochází z knihy Hyperspace od amerického fyzika Michia Kaku. Jelikož frontman Muse Matthew Bellamy je známý zastánce teoretické fyziky a nekonečna, přenesl obsah knihy i na CD, respektive na jeho název.

## Hudba
U Origin of Symmetry je dobře vidět, jak Muse nepatrně přešli od alternativního rocku, který byl typickým žánrem pro Showbiz, k rocku progresivnímu, jenž se vyznačuje složitými intry, velkým množstvím riffů a celkově delšími skladbami - „Citizen Erased“ je se svou délkou 7:21 vůbec nejdelším songem kapely. Většina písní působí oproti Showbiz více temněji a pesimističtěji, což podtrhává časté užití klavíru, kostelních varhan a zvýrazněných basů. To vše doplňují vysoká Mattova falsetta kvůli nimž měla skupina později problémy při vydávání CD v USA.

## Problémy v USA
To, že se jedná o kvalitní album, svědčí také umístění na 3. příčce v britské albové hitparádě UK Albums Chart. Díky kladným recenzím a zájmu ve Spojeném království byl očekávaný i velký boom Muse na americkém trhu, kde předchozí Showbiz naprosto propadl. Nicméně americkým manažerům z Maverick Records, se nelíbila falsetta ve většině písní a měli strach, že by songy kvůli nim neuspěly v rádiích, a proto požádali Muse, aby některé skladby předělali do jiných verzí. Kapela však jejich podmínky odmítla a Maverick vyměnila za společnost Warner Bros. Records. Kvůli dalším průtahům se objevila americká verze Origin of Symmetry v USA až 20. září 2005 - dva roky poté, co v zámoří uspělo třetí studiové album Absolution.

## Seznam písní
1. New Born – 6:01
2. Bliss – 4:12
3. Space Dementia – 6:20
4. Hyper Music – 3:20
5. Plug In Baby – 3:40
6. Citizen Erased – 7:19
7. Micro Cuts – 3:38
8. Screenager – 4:20
9. Darkshines – 4:47
10. Feeling Good – 3:19
11. Megalomania – 4:38
12. Futurism (pouze v japonské verzi) – 3:27

## Hitparády
Co se týče hitparád, album Origin of Symmetry a jeho singly si vedly v Evropě oproti předešlému Showbiz poměrně dobře. Kvůli několikaletému zpoždění jeho vydání v USA se ale neprobojovala deska ani singly do žádné zámořské hitparády.

### Album
| Rok  | Hitparáda           | Země               | Pozice |
| ---- | ------------------- | ------------------ | ------ |
| 2001 | UK Albums Chart     | Spojené království | 3      |
| 2001 | ARIA Charts         | Austrálie          | 22     |
| 2001 | Ultratop            | Belgie             | 9      |
| 2001 | SNEP Chart          | Francie            | 2      |
| 2001 | FIMI Singles Chart  | Itálie             | 5      |
| 2001 | Mega Album Top 100  | Nizozemsko         | 19     |
| 2001 | RIANZ Chart         | Nový Zéland        | 43     |
| 2001 | Swiss Album Top 100 | Švýcarsko          | 14     |

### Singly
| Rok  | Singl                      | UK Singles Chart | FIMI Singles Chart | French Singles Chart | Swiss Singles Top 100 |
| ---- | -------------------------- | ---------------- | ------------------ | -------------------- | --------------------- |
| 2001 | „Plug In Baby“             | 11               | 42                 | 40                   | 88                    |
| 2001 | „New Born“                 | 12               | 39                 | 65                   | -                     |
| 2001 | „Bliss“                    | 22               | -                  | 87                   | -                     |
| 2001 | „Hyper Music/Feeling Good“ | 24               | -                  | -                    | -                     |